# Częstowojna
Częstowojna – staropolskie imię żeńskie, złożone z członów Często- ("często") i -woj-na ("wojowniczka"). Oznacza ono "tę, która często wojuje".
Częstowojna imieniny obchodzi 30 sierpnia.
Męski odpowiednik: Częstowoj